# Castor (rakéta)

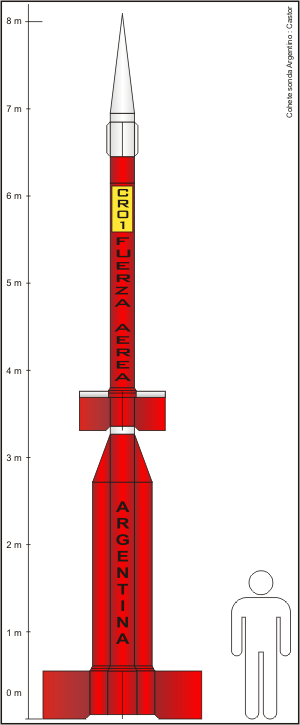
A Castor rakétaszonda méretarányos rajza

A Castor vagy Castor A argentin kétfokozatú, szilárd hajtóanyagú rakétaszonda, melynek hét példányát indították 1969–1979 között a felső légkör tanulmányozására.

## Története
Az első indításra 1969. december 22-én, az utolsóra 1979. március 22-én került sor. 7 rakétaindítást végeztek. A Riger–rakéta technikai adatai jobbak voltak.

## Jellemzői
Az egyes fokozatokba Canopus II típusú hajtóműveket építettek. Hajtóanyaga ammónium-perklorát, alumínium és poliuretán. A rakéta starttömege 852 kg volt. Hossza 8 m, átmérője 0,69 m. 75 kg hasznos terhet volt képes legfeljebb 400 km magasságba juttatni.

## Indítások
1. 1969. december 22-én indították az első rakétát, a második fokozat nem indult be, így 70 kilométer magasság után visszaesett.
2. 1970. december 16-án az argentin Air Force fellőtte a második Castor X–2 nevű egységet. A rakéta orrába kamerát helyeztek el, hogy fényképezze a Földet. A rakéta 500 km-es magasságba jutott, ami történelmi rekord Latin-Amerikába.
3. 1973. november 22-én emelkedett a magasba, egyszerű műszereivel a felső légkör ion állapotát vizsgálata.
4. 1975-ben egy továbbfejlesztett változattal végeztek teszt repülést az Antarktiszon.
5. 1979-ben Punta de Lobos-ból (Peru) 46 kilogramm hasznos teherrel 470 kilométer magasságba emelkedett.

## Műszaki adatok

### 1. fokozat
- Starttömeg: 680 kg
- Hossz: 3,36 m
- Átmérő: 0,69 m
- Hajtómű: 4 darab Canopus II szilárd hajtóanyagú rakétahajtómű
- Tolóerő: 10 tonna tolóerőt produkálva.

### 2. fokozat
- Starttömeg: 172 kg
- Hajtómű: 1 darab Canopus II-es hszilárd hajtóanyagú rakétahajtómű, 2500 kilogramm tolóerővel.